# Orquesta Nacional Clásica de Andorra

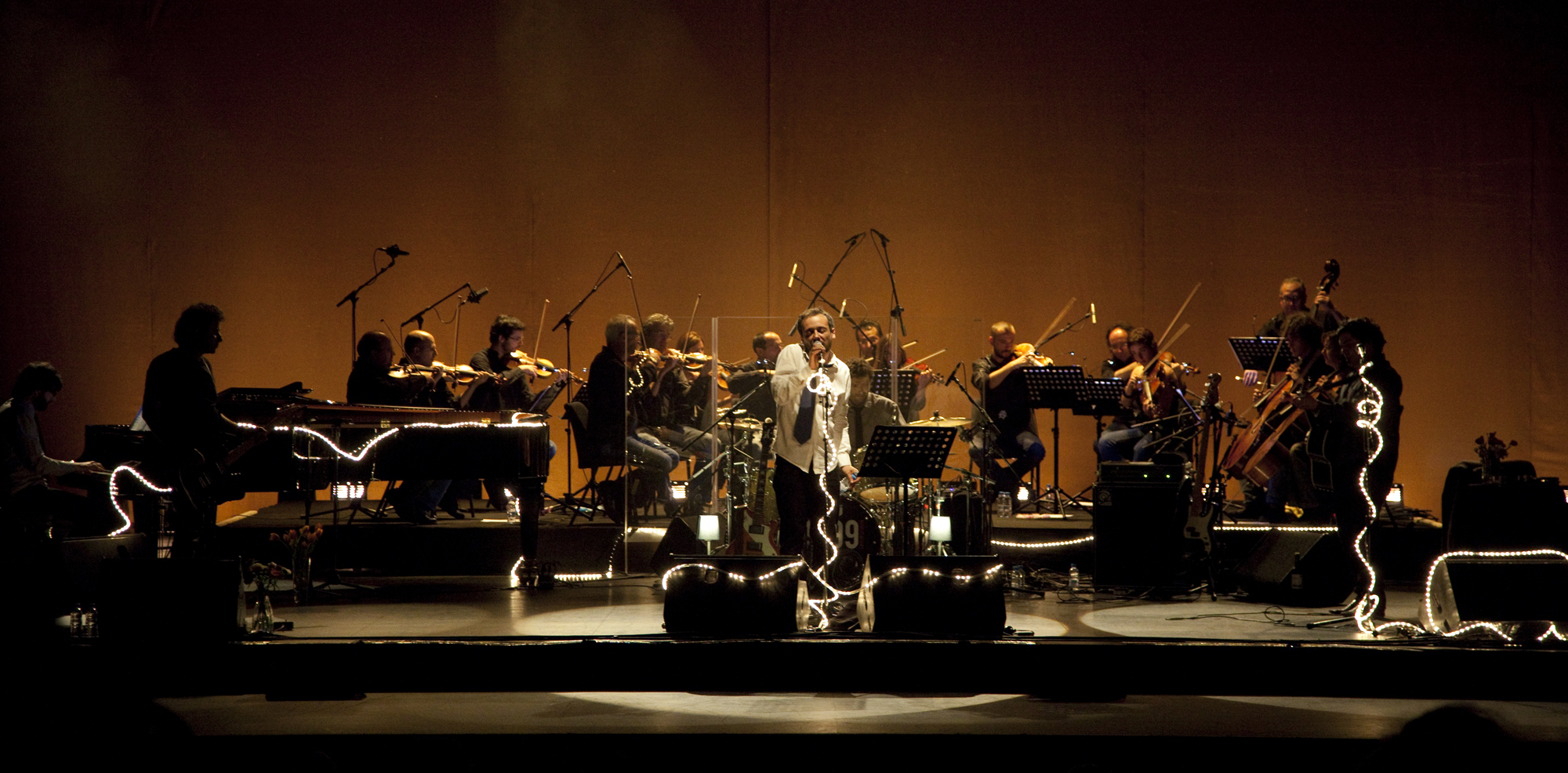
Durante una actuación con el grupo Love of Lesbian en el Teatro-Auditorio de San Cugat del Vallés.

La Orquesta Nacional Clásica de Andorra (iniciales: ONCA) es la orquesta nacional de música clásica del Principado de Andorra.
Esta orquesta fue creada en el año 1992, por iniciativa del violinista Gerard Claret, quien será su director musical y contó con el apoyo del Gobierno de Andorra.
Depende de la Fundación Onca; y está gestionada por el Ministerio de Educación y Cultura del país y por la Fundación del Crèdit Andorrà.
La orquesta cuenta con una sección juvenil creada en el año 2000.
En el mes de noviembre de 2004, cabe destacar que se les fue otorgada la condecoración honorífica Cruz de San Jorge de la Generalidad de Cataluña.
En el año 2006 se modificó el nombre de la formación y pasó a denominarse Orquesta Nacional de Cámara de Andorra.
Desde el año 2020 y tras la jubilación de su director titular Gerard Claret, la dirección musical de la formación está en manos del clarinetista Albert Gumí.